# Carl Nilsson (ingenjör)
Carl Uno Isendorf Nilsson, född 26 september 1883 i Köpings församling, Kalmar län, död 1962 i Kristianstad, var en svensk elektroingenjör.
Nilsson, som var son till Nils Persson och Christina (Stina) Nilsdotter, avlade maskinist- och övermaskinistexamen i Malmö och flyttade därefter till Tyskland, där han avlade elektroingenjörsexamen vid Technikum i Strelitz. Han var anställd som beräkningsingenjör vid Elektrizitäts-AG vormals H. Pöge i Chemnitz 1913–1914, montageingenjör vid Überlandzentrale Anhalt i Dessau 1914–1916 och ställföreträdande chef för nybyggnadsavdelningen där 1914–1916. Återkommen till Sverige var han besiktningsingenjör vid Mellersta och Norra Sveriges Ångpanneförening i Stockholm 1916–1917, anställd i Hemsjö Kraft AB i Karlshamn 1917–1918, montageingenjör vid Elektriska AB Hj. Smith i Karlshamn 1918–1922 och chef för Landsbygdens Elektrodrift, sedermera Elektrodrift i Kristianstad AB från 1922. Han gravsattes på Östra begravningsplatsen i Kristianstad.